# Eupithecia procera
Eupithecia procera är en fjärilsart som beskrevs av András Vojnits 1982. Eupithecia procera ingår i släktet Eupithecia och familjen mätare. Inga underarter finns listade i Catalogue of Life.